# Hamburger Polizeiskandal
1994 wurden in Hamburg, zunächst nur polizeiintern, Vorwürfe über unrechtmäßige Polizeigewalt bekannt. Als dem damaligen Innensenator Werner Hackmann diese Vorwürfe bekannt wurden, trat er von seinem Amt zurück. Die Vorwürfe und der Rücktritt werden als Hamburger Polizeiskandal bezeichnet.

## Verlauf
Der Hamburger Polizist (seit 17 Jahren bei der Polizei) und spätere Kronzeuge, Uwe Chrobok berichtete 1993 seinen Ausbildern in der Landespolizeischule von Misshandlungen an, hauptsächlich schwarzen, Männern durch Polizisten des Polizeikommissariats 11 in Hamburg-St. Georg. So sollen bspw. sechs Männer gezwungen worden sein, sich in einer Sammelzelle auszuziehen, dann soll ein Polizist Tränengas in die Zelle gesprüht und anschließend die Tür verschlossen haben. Ein anderer Mann habe sich nackt ausziehen müssen und sei dann mit Insektenspray besprüht worden. Weitere Vorwürfe waren das großflächige und damit gefährliche Auftragen von Desinfektionsmittel auf die Haut oder das Ohrfeigen eines Mannes.
In über hundert Fällen seien Ausländer einfach an die Stadtgrenze gefahren und dort in der Nacht ausgesetzt worden. Auch von zwei angeblichen Scheinhinrichtungen (eine davon im Winter 1992, die andere 1993) wurde berichtet. Über eine weitere angebliche Scheinhinrichtung im Februar 1995 berichtete im Dezember 1995 der Ghanaer Joel Boateng gegenüber dem Magazin Panorama: er sei von zwei Polizisten in den Freihafen gefahren worden, dort soll er von diesen sexuell missbraucht und scheinhingerichtet worden sein. Ein Beamter der Wache 34 gab an, dass in vielen Berichten zu lesen sei, dass Gefangene über die Schwelle zur Wache gestolpert und gestürzt seien und sich dabei anschließend erheblich verletzten. Auch sollen ein Zeitungshändler (Klaus Lange) und ein Ausländer verprügelt worden sein. Dialle D. wurde am 15. Januar 1994 von zwei Polizisten, die nicht im Dienst waren, zusammengeschlagen. Zudem standen insgesamt Vorwürfe über 60 Fälle von Freiheitsberaubung und 20 Fälle von Misshandlungen im Raum. Im Zusammenhang mit dem Hamburger Polizeiskandal wird auch die Verletzung von Oliver Neß am 30. Mai 1994 durch Polizisten erwähnt. Neß berichtete auch für Panorama über den Polizeiskandal.
Die Landespolizeischule informierte im Januar 1994 die Führung der Polizei Hamburg über die Vorwürfe. Der Leiter der Hamburger Polizeischule meldete an seine Vorgesetzten: „daß es im sozialen Verhalten Defizite gibt, die von der Zahl und der Tragweite zu ernster Sorge Anlaß geben“. In einer Anlage des Schreibens berichten neun Ausbilder über: „‚Massive und systematische Einschüchterungsversuche (bis zum Psychoterror)‘ gegenüber Kollegen sowie ‚strafrechtlich relevante Ereignisse wie Beleidigungen, Freiheitsberaubungen, Körperverletzungen im Amt‘.“ „Die Übergriffe […] gingen ‚bis zu menschenverachtendem und menschenunwürdigem Verhalten gegenüber Personen mit geringer Beschwerdemacht‘.“ Die Führung soll offenbar nichts unternommen haben. Der Kronzeuge Uwe Chrobok soll den Polizeidirektor Richard Peters im Februar 1994 persönlich über die angeblichen Misshandlungen informiert haben. Das Gespräch soll ohne Konsequenzen geblieben sein. Richard Peters bestritt diese Aussagen in dieser Form. In einem Artikel der Zeit von 1995 heißt es dazu: „Peters bestätigt das Treffen, bestreitet jedoch, von dem Beamten mehr als vage Andeutungen gehört zu haben. Alle Recherchen auf Wache 11 hätten im übrigen keine Anhaltspunkte für Straftaten erbracht. Peters hält die jetzt geschilderten Vorfälle schlicht für ‚unvorstellbar‘. ‚Es wird viel erzählt, auch dummes Zeug erzählt.‘“ Manfred Bienert, Leiter der Landespolizeischule, soll am 16. März die „Polizeispitze“ informiert haben. Panorama zeigte ein Schreiben des Leiters der Landespolizeischule an den Landespolizeidirektor, Heinz Krappen, und den Leiter des Landeskriminalamts, Wolfgang Sielaff, bezüglich der Vorwürfe, welches auf den 5. April 1994 datiert war; auch die Berliner Zeitung schrieb, dass Bienert im April 1994 die Informationen weitergab. Krappen und Sielaff „[…] sollen [diese] ihnen bekannte Vorwürfe gegen ausländerfeindliche Polizisten der Wache 11 über Monate nicht den politisch Verantwortlichen der vorgesetzten Innenbehörde weitergegeben haben.“ Ebenfalls wurde die Staatsanwaltschaft nicht informiert; Krappen und Sielaff sollen die Vorwürfe intern geklärt haben. Am 12. September 1994 wurden die Berichte dem Innensenator Werner Hackmann bekannt; er trat wegen der Vorwürfe noch am selben Tag von seinem Amt zurück.

## Strafrechtliche und disziplinarrechtlich Folgen
Am 13. September 1994 suspendierte der Bürgermeister Henning Voscherau oder Innenstaatsrat Dirk Reimers einen Polizeizug (mit 27 Mann) und löste die Einheit auf. Die Staatsanwaltschaft Hamburg ermittelte „gegen ‚eine Vielzahl [80] von Polizeibeamten‘“ wegen "Körperverletzung, Nötigung und Freiheitsberaubung". Fünf Polizisten wurden wegen Körperverletzung im Amt angeklagt. Zwei Polizisten sollten Strafbefehle wegen Nötigung und Freiheitsberaubung bekommen. Der Hauptkommissar Hermann B. wurde von Amtsrichter Ronald Schill freigesprochen, da seine Aussage der Aussage Chroboks gegenüberstehe und im Zweifel für den Angeklagten entschieden werden müsse. Die Staatsanwaltschaft ging in Berufung, wo B. vom Landgericht Hamburg ebenfalls freigesprochen wurde. Das Gericht äußerte Zweifel an der Glaubwürdigkeit Chroboks. Der Sprecher der Staatsanwaltschaft, Rüdiger Bagger, kündigte Revision vor dem Oberlandesgericht an. Der Polizist Andreas F. wurde in erster Instanz wegen Ohrfeigens eines Dealers zu einer Geldstrafe in Höhe von 700 DM verurteilt. Im darauf folgenden Verfahren wurde die Strafe auf 3000 DM festgesetzt. Für die Misshandlungen an Dialle D. wurden die Polizisten wegen Körperverletzung per Strafbefehl jeweils zu einer Geldstrafe in Höhe von 90 Tagessätzen à 60 DM verurteilt wurden. Gegen den Kronzeugen Chrobok wurde wegen Strafvereitelung im Amt ermittelt. Gegen den Polizeidirektor Peters erhob die Staatsanwaltschaft Anklage, ebenfalls wegen des Verdachts der Strafvereitelung im Amt.

## Politische Folgen
Neben dem bereits erwähnten Rücktritt von Hackmann gab es mehrere weitere Amtsaufgaben. Der Innenstaatsrat Dirk Reimers musste am 16. September 1994 sein Amt aufgeben; der Landespolizeidirektor Heinz Krappen und ein Direktionsleiter Anfang März 1995. Peters wurde versetzt. Darüber hinaus führte der Hamburger Polizeiskandal zum parlamentarischen Untersuchungsausschuss „Hamburger Polizei“, der bis 1996 arbeitete und einen 1200-seitigen Abschlussbericht, mit vielen Verbesserungsvorschlägen wie bspw. einem neuen Führungskonzept, vorstellte.

## Weiteres
- Der Anwalt der 27 suspendierten Polizisten (beauftragt von der Gewerkschaft der Polizei), Walter Wellinghausen wurde am 15. September 1994 angeschossen (Oberschenkeldurchschuss). In der Folge kam es zu Spekulationen über einen möglichen Zusammenhang mit seiner Rolle im Polizeiskandal.[17][18]
- Es gründete sich eine Bürgerbewegung zur Aufklärung des Polizeiskandals; sie forderte Straffreiheit (von der Strafe für Strafvereitelung im Amt) für Beamte, die zur Aussage bereit waren.[3]
- Der Hamburger Polizeiskandal bildet einen zeitgeschichtlichen Hintergrund des Kriminalromans Fremdland (2018) von Philipp Reinartz.